# Heterorhabditis
Heterorhabditis é um gênero de nematoides pertencente à ordem Rhabditida. Todas as espécies desse gênero são parasitas obrigatórios de insetos; e algumas são utilizadas como agentes de controle biológico para o controle de insetos-praga.
Os nematoides heterorhabditis são hospedeiros do simbionte bacteriano Photorhabdus.

## Usos
A espécie de nematoide Heterorhabditis indica tem sido usada efetivamente contra o gorgulho vermelho, Rhinotia haemoptera, uma praga de inseto que pode destruir bosques e plantações de coco e migrar para tamareiras e outras palmeiras, causando prejuízos econômicos aos agricultores e paisagistas.

## Espécies
As espécies reconhecidas neste gênero são:
- Heterorhabditis amazonensis Andaló, Nguyen & Moino, 2007 [2]
- Heterorhabditis bacteriophora Poinar, 1976 [3]
- Heterorhabditis baujardi Phan, Subbotin, Nguyen & Moens, 2003 [4]
- Heterorhabditis downesi Stock, Griffin & Burnell, 2002 [5]
- Heterorhabditis floridensis Nguyen, Gozel, Koppenhöfer & Adams, 2006 [6]
- Heterorhabditis georgiana Nguyen, Shapiro-Ilan e Mbata, 2008 [7]
- Heterorhabditis heliothidis (Khan, Brooks & Hirschmann, 1976)
- Heterorhabditis indica Poinar, Karunakar & David, 1992 [8]
- Heterorhabditis marelatus Liu & Berry, 1996 [9]
- Heterorhabditis megidis Poinar, Jackson & Klein, 1987 [10]
- Heterorhabditis mexicana Nguyen, Shapiro-Ilan, Stuart, McCoy, James & Adams, 2004 [11]
- Heterorhabditis safricana Malan, Nguyen, de Waal e Tiedt, 2008 [12]
- Heterorhabditis taysearae Shamseldean, El-Sooud, Abd-Elgawad & Saleh, 1996 [13]
- Heterorhabditis zealandica Poinar, 1990 [14]